# Tolkien e o medieval

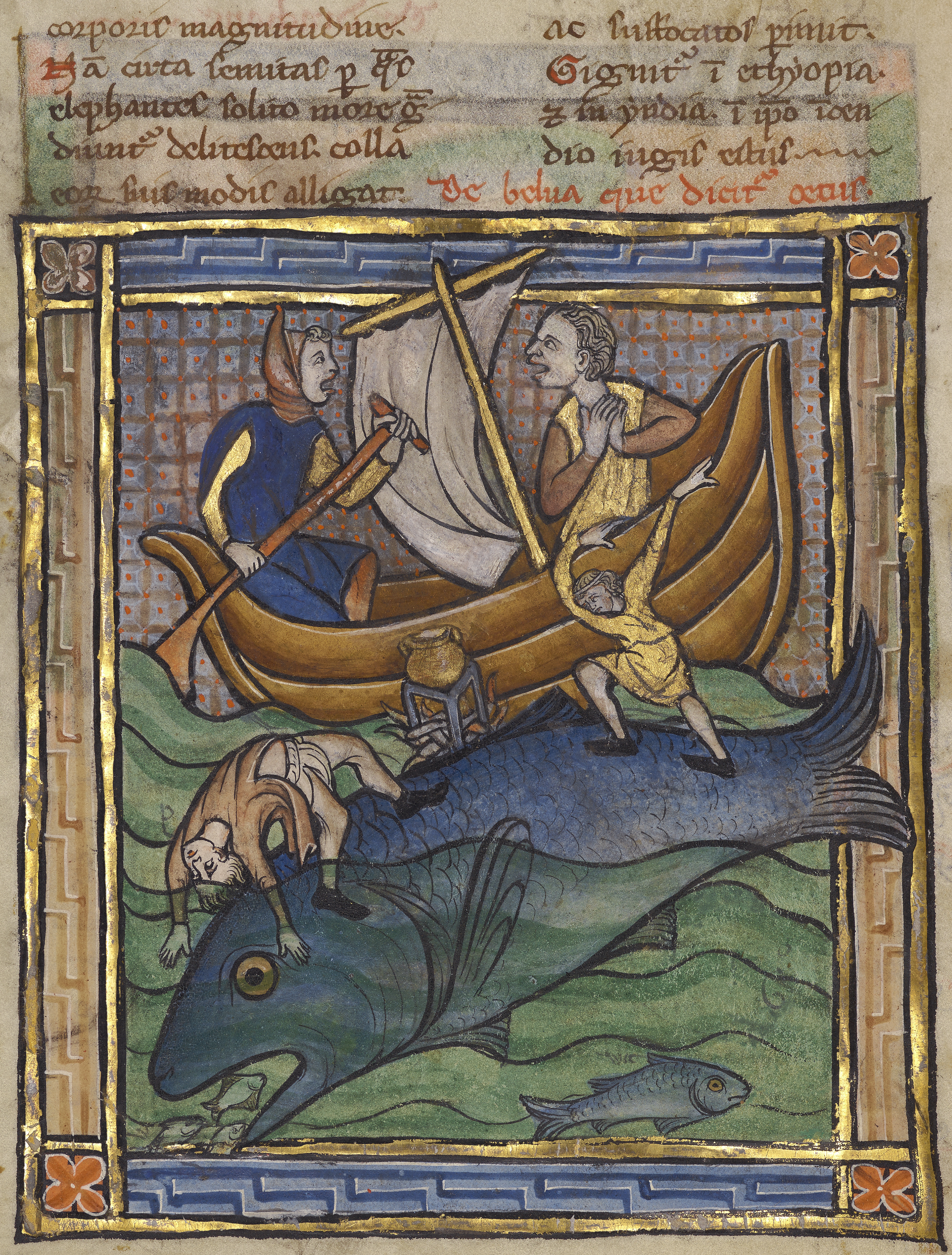
Tolkien apreciava obras medievais como en e frequentemente as imitava em sua poesia, como no en. Manuscrito francês, c. 1270

J. R. R. Tolkien era fascinado por literatura medieval e a utilizava em suas obras, tanto em sua poesia [en], que apresenta várias imitações de versos medievais, quanto em seus romances de Terra Média, nos quais incorporou diversos conceitos medievais.
A prosa de Tolkien adota ideias medievais em grande parte de sua estrutura e conteúdo. O Senhor dos Anéis é entrelçado no estilo medieval [en]. O Silmarillion possui uma cosmologia medieval. O Senhor dos Anéis faz uso de várias  influências de Beowulf, especialmente na cultura dos Cavaleiros de Rohan, além de armas e armaduras medievais, lealdade feudal [en], heráldica [en], línguas como Inglês Antigo e Nórdico Antigo, e magia.

## Contexto

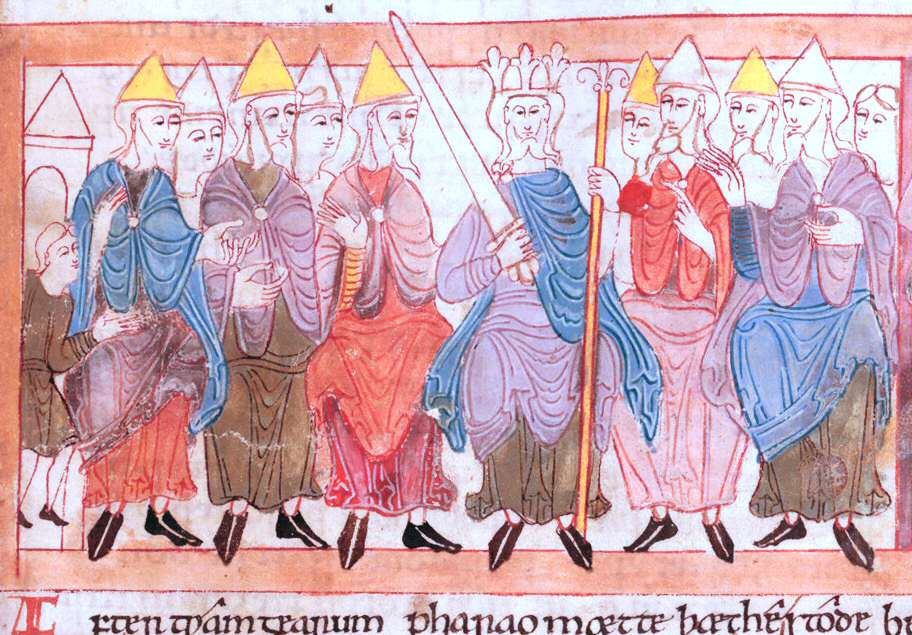
Entre todas as culturas medievais, Tolkien era mais familiarizado com a dos Anglo-saxões. Ilustração do século XI de um rei e seu conselho.

### A Idade Média
Na História da Europa, a Idade Média ou período medieval durou aproximadamente do século V ao final do século XV, coincidindo com o período pós-clássico da história global. Iniciou-se com a Queda do Império Romano do Ocidente e evoluiu para o Renascimento e a Era dos Descobrimentos. Na Alta Idade Média, o Fim do domínio romano na Britânia por volta de 400 foi seguido pelo Assentamento anglo-saxão na Britânia. No século VI, a Inglaterra anglo-saxã, "a parte da cultura medieval que Tolkien conhecia melhor", era composta por pequenos reinos, como Nortúmbria, Mércia e Ânglia Oriental, em constante conflito uns com os outros.

### Tolkien, o medievalista
J. R. R. Tolkien foi um estudioso da literatura inglesa, filólogo e medievalista interessado na linguagem e poesia da Idade Média, especialmente da Inglaterra anglo-saxã e do norte da Europa. Seu conhecimento profissional de obras como Beowulf e Sir Gawain e o Cavaleiro Verde moldou seu mundo fictício da Terra Média. Sua intenção de criar o que foi chamado de "uma mitologia para a Inglaterra" levou-o a construir não apenas histórias, mas um mundo completo com suas próprias línguas, povos, culturas e história, baseado em línguas medievais como Inglês Antigo, Nórdico Antigo e Alto-alemão Antigo, e em um conhecimento detalhado da cultura e mitologia medievais.

## Temas medievais na Terra Média

### Poesia
Ouvimos os `chifres     nas `colinas `soando,

as `espadas `brilhavam     no `Sul-`reino.

`Cavalos `corriam     para a `terra `pedrosa

como `vento na `manhã.     A `guerra `acendeu.

Lá `Théoden `caiu,     `Thengling `poderoso,

aos seus `salões `dourados     e `pastos `verdes

nos `campos do `Norte     `nunca `voltando,

`alto senhor do `exército.
— de "Os Túmulos de Mundburg"

Tolkien afirmava que, ao ler uma obra medieval, sentia o desejo de criar uma versão moderna na mesma tradição. Ele produzia constantemente essas criações, fossem pastiches ou paródias como Fastitocalon [en]; adaptações em metros medievais, como O Lai de Aotrou e Itroun [en]; textos "asteriscados" como O Homem na Lua Ficou Acordado Até Tarde [en] (inspirado em Hey Diddle Diddle [en]); ou "vinho novo em garrafas velhas", como "A Terra sem Nome" e os Anais de  Ælfwine. Suas obras são extremamente variadas, mas todas "impregnadas de influências medievais", funcionando, segundo o estudioso de Tolkien John D. Rateliff, como "o portal de muitos leitores para a literatura medieval". Nem todas foram usadas na Terra Média, mas ajudaram Tolkien a desenvolver uma técnica de estilo medieval que se expressou em seu legendarium. Um dos poemas mais marcadamente medievais em O Senhor dos Anéis é o lamento dos Cavaleiros de Rohan por  Théoden, escrito no que Tolkien chamou de "a forma mais estrita do verso aliterativo anglo-saxão", com meias-linhas equilibradas separadas por uma cesura [en], cada meia-linha com dois acentos tônicos, e um padrão variado de aliteração e uso de múltiplos nomes para a mesma pessoa.

### Cosmologia

A história da Terra Média buscava combinar noções clássicas, medievais e modernas por meio de transições violentas de uma cosmologia para outra, como a queda de Númenor, semelhante a Atlântida, que transformou a Terra medieval plana em um mundo redondo moderno.

A cosmologia da Terra Média incorpora diversos elementos medievais, entrelaçados com ideias clássicas, como Atlântida, e uma cosmologia moderna de um mundo redondo. Tolkien buscava reconciliar diferentes concepções do mundo, incluindo as Migrações germânicas medievais e a cultura da Inglaterra anglo-saxã, para criar sua mitologia. O mundo da Terra Média é supervisionado pelos Valar, seres divinos que lembram os Æsir nórdicos medievais, os deuses de Asgard. Eles funcionam, em certo sentido, como anjos no cristianismo, mediando entre o criador, chamado Eru Ilúvatar, e o mundo criado. Possuem livre-arbítrio, permitindo que o Vala Melkor, de caráter  satânico, se rebele contra a vontade de Eru.

### Beowulf

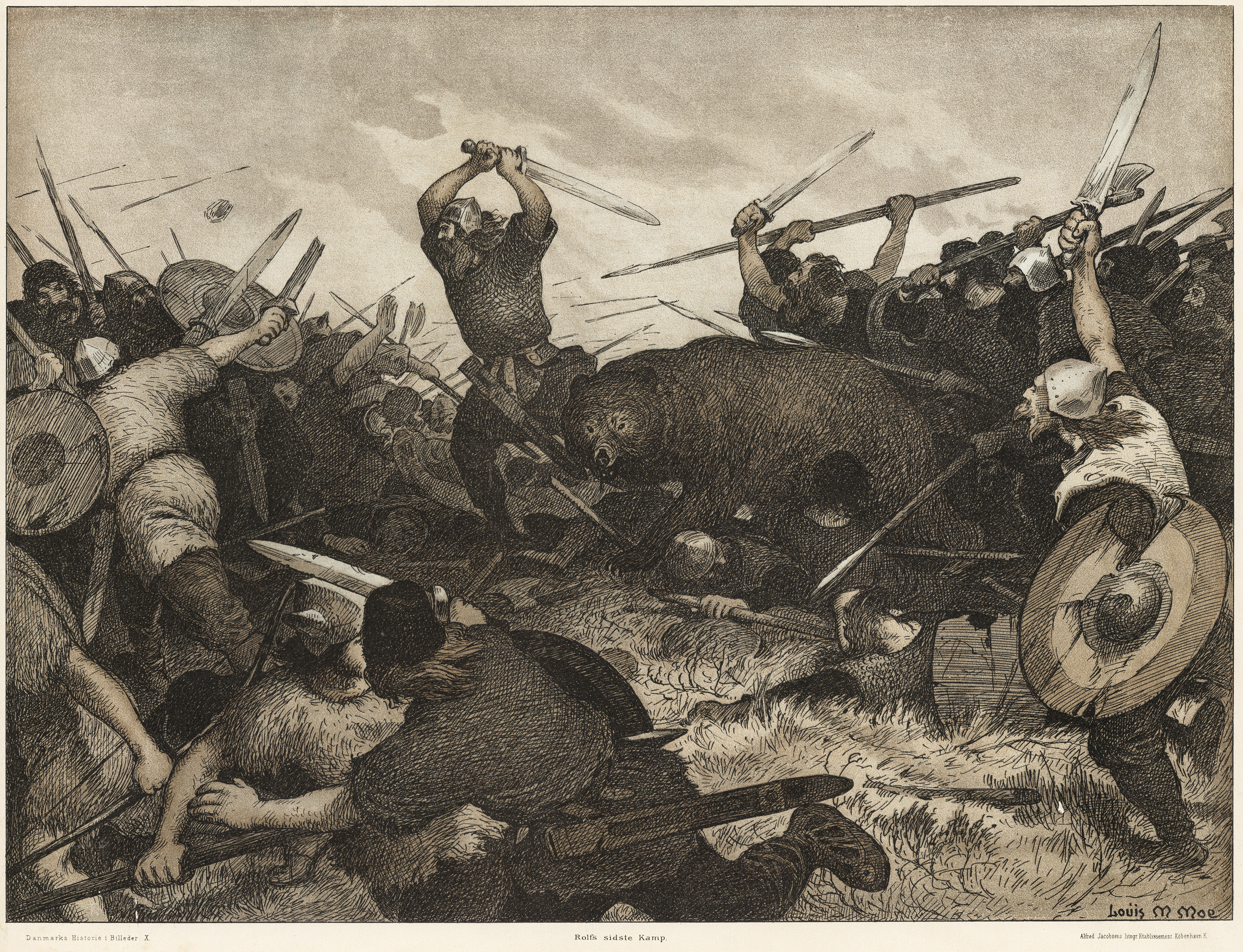
Beowulfiano: en transforma-se em urso para lutar, assim como en de Tolkien. Pintura de en, 1898.

J. R. R. Tolkien inspirou-se no poema anglo-saxão Beowulf para diversos aspectos da Terra Média: elementos como nomes, monstros, a importância da sorte e da coragem, e a estrutura da sociedade em  uma era heroica e pagã; aspectos de estilo, como criar uma impressão de profundidade [en] e adotar um tom elegíaco; e um simbolismo mais amplo, porém sutil.
Ele derivou nomes de raças da Terra Média, como Ents, Orcs e Elfos, e nomes como Orthanc e Saruman, diretamente de Beowulf. O urso-homem Beorn em O Hobbit foi comparado ao herói Beowulf; ambos os nomes significam "urso", e ambos possuem força extraordinária.
Estudiosos compararam alguns  monstros de Tolkien aos de Beowulf. Seus trolls e Gollum compartilham atributos com Grendel, enquanto as características de Smaug correspondem às do dragão de Beowulf [en]. Os Cavaleiros de Rohan de Tolkien são distintamente anglo-saxões, e ele utilizou múltiplos elementos de Beowulf para criá-los, incluindo sua língua, cultura e poesia.
Tolkien admirava como Beowulf, escrito por um cristão refletindo sobre um passado pagão, assim como ele próprio, incorporava um "simbolismo amplo" sem se tornar alegórico. Esse simbolismo, do caminho da vida e do heroísmo individual, e a ausência de alegoria, Tolkien buscou ecoar em O Senhor dos Anéis.

### Armas e armaduras

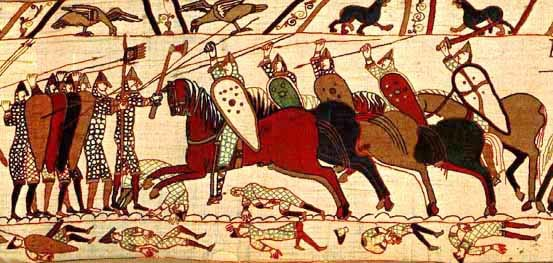
Tolkien afirmou que os estilos da Tapeçaria de Bayeux se adequavam "bem o suficiente" aos Rohirrim.

Tolkien modelou suas guerras fictícias com base nas táticas e equipamentos dos períodos antigo e da Alta Idade Média. Suas descrições de armas e armaduras são inspiradas especialmente na cultura da Europa Setentrional presente em Beowulf e nas sagas nórdicas. Como nas fontes originais, as  armas de Tolkien frequentemente recebem nomes, por vezes com inscrições rúnicas que indicam sua natureza mágica, história e poder. Em suas obras, assim como nas epopéias medievais, a espada, em particular, simboliza o herói; o destino do herói e de sua espada estão intimamente ligados.

### Lealdade feudal
A lealdade feudal era central em algumas sociedades da Idade Média. Esse tema permite a Tolkien estruturar um conjunto complexo de relações, ilustrar os ideais medievais de coragem altruísta por meio da lealdade ao senhor e contrastar pares de personagens [en], como o rei  Théoden de Rohan e o regente  Denethor de Gondor, com base em como lidam com essas relações.

### Heráldica

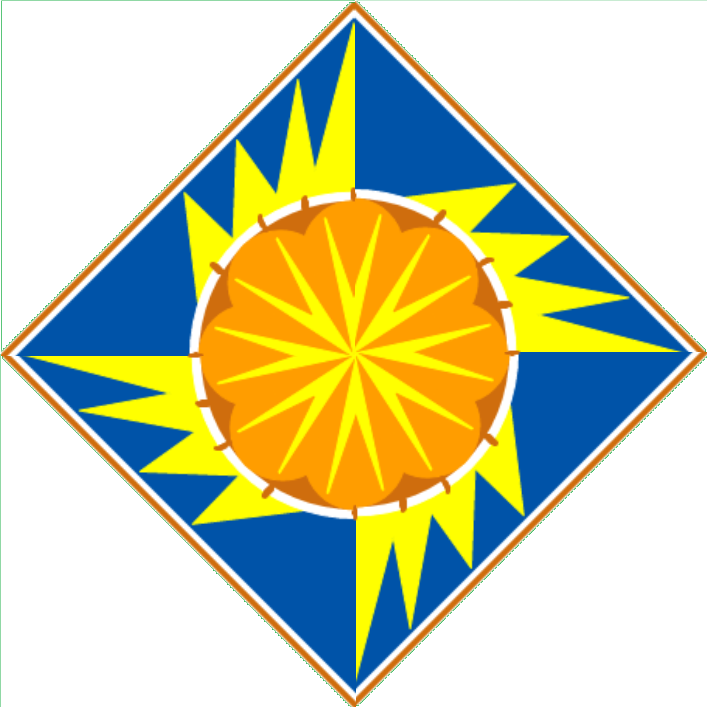
Heráldica élfica: o losango de en, Alto Rei dosen.

A Heráldica é um sistema medieval, originalmente militar, para exibir a identidade de cada cavaleiro ou lorde. Tolkien criou emblemas heráldicos quasi-medievais para muitos personagens e nações da Terra Média. Suas descrições usam uma linguagem simples em inglês, em vez da terminologia específica de blasão [en]. Os emblemas refletem a natureza de seus portadores, e sua diversidade contribui para o realismo detalhado de suas obras. Estudiosos observam que Tolkien passou por diferentes fases no uso da heráldica; sua descrição inicial da heráldica élfica de Gondolin em O Livro dos Contos Perdidos [en] segue amplamente a tradição heráldica na escolha de emblemas e cores. Mais tarde, ao escrever O Senhor dos Anéis, ele adotou uma abordagem mais livre; no uso complexo de símbolos para a espada e o estandarte de Aragorn, ele se afasta claramente da tradição medieval para atender às necessidades de sua narrativa.

### Línguas

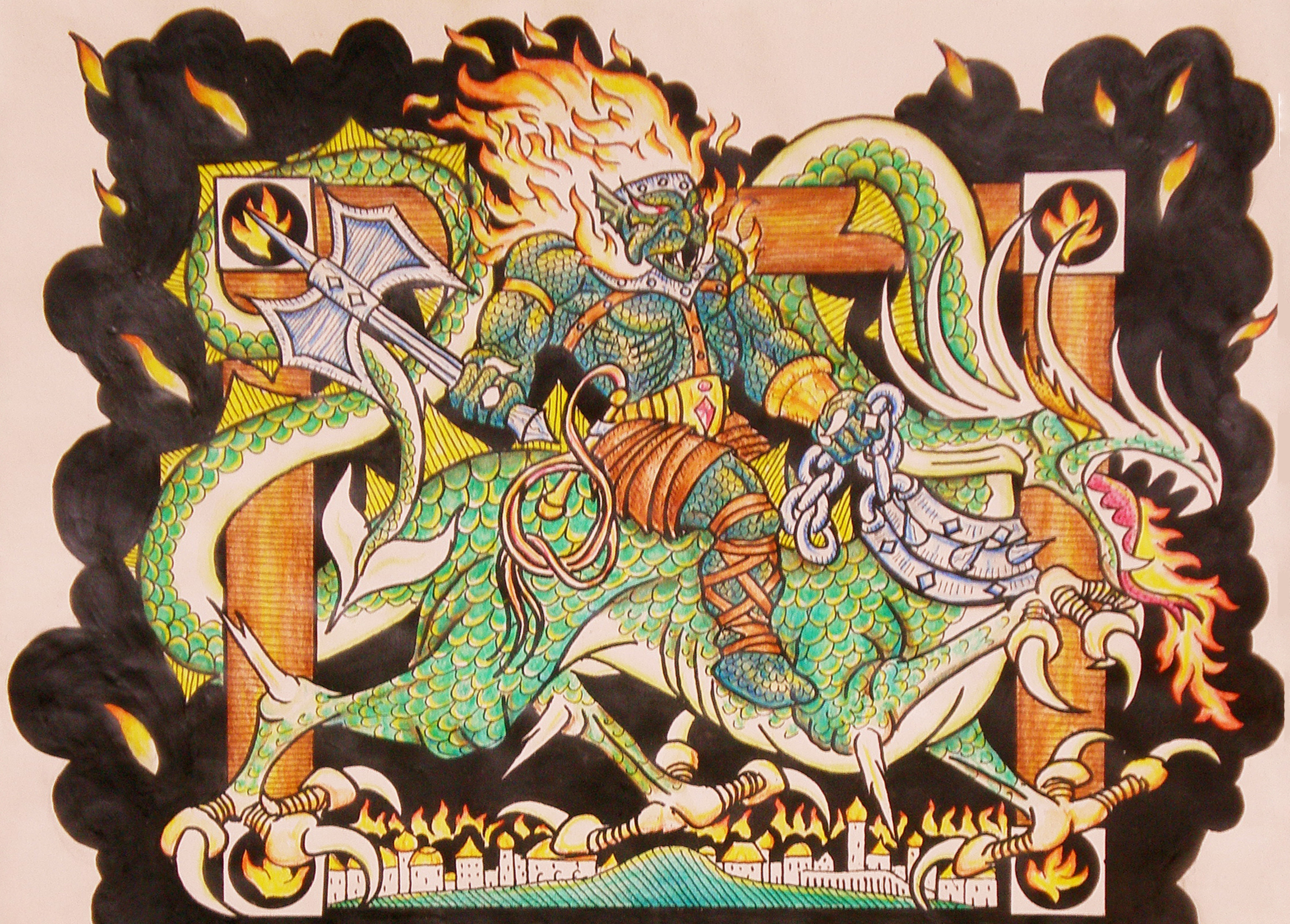
Tolkien provavelmente baseou seus demônios de fogo Balrog em seu estudo profissional da palavra inglesa antiga Sigelwara.

Com seu conhecimento de línguas medievais, como Inglês Antigo e Nórdico Antigo, Tolkien criou suas próprias línguas para a Terra Média. O filólogo e estudioso de Tolkien Tom Shippey [en] sugere que a palavra em inglês antigo Sigelwara [en], encontrada no Codex Junius [en] com o significado de "etíope", pode ter sido crucial em sua criação. Tolkien questionou por que haveria uma palavra com esse significado e, após anos de pesquisa, sugeriu que ela poderia derivar de Sigel, significando tanto sol quanto joia, e *hearwa, possivelmente significando fuligem, resultando em um significado original conjectural para Sigelwara como "demônio de fogo negro como fuligem". Shippey relaciona isso ao demônio de fogo Balrog e às joias solares Silmaril.

### Magia

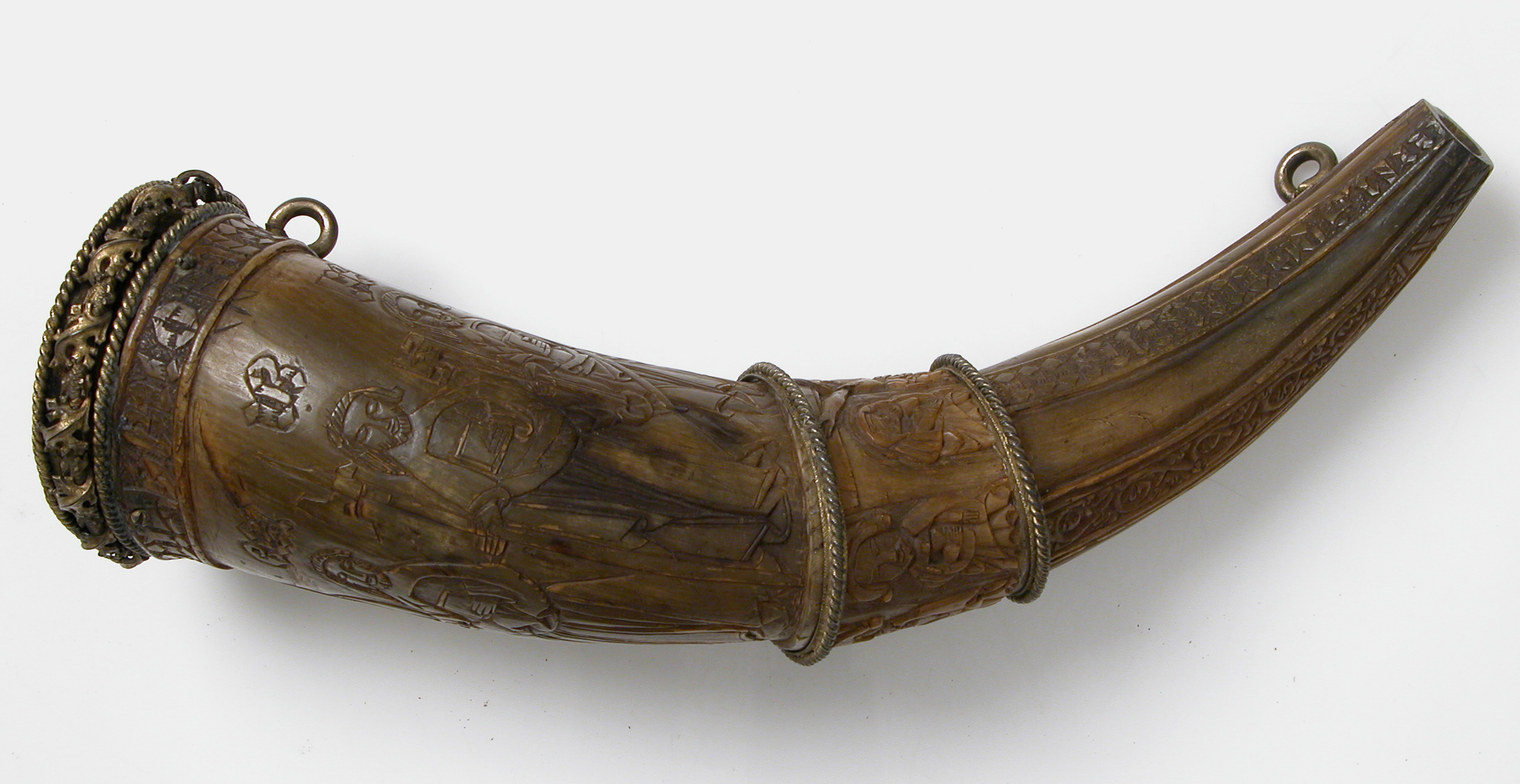
A trompa mágica de Merry trouxe alegria e purificação ao Condado.

A Terra Média é permeada por uma magia de estilo medieval, com raças como Magos, Elfos e Anães possuindo poderes inerentes, que podem ser incorporados em artefatos mágicos, como o cajado de um mago, o pão-de-viagem élfico e os anéis de poder. Criaturas mágicas derivadas diretamente de conceitos medievais incluem dragões com seus tesouros de ouro, pássaros como corvos e corujas carregando presságios, e a habilidade de se transformar em animal, como Beorn, o grande urso lutador de O Hobbit. A mitologia nórdica é rica em videntes, anões, gigantes e outros monstros. O mundo medieval acreditava que plantas e outros objetos tinham poderes mágicos. Tolkien absorveu essas ideias e as reelaborou para sua versão da Terra Média. Assim, por exemplo, o hobbit Merry [en] retorna de Rohan com uma trompa mágica, trazida do Norte por Eorl, o Jovem, do tesouro do dragão Scatha, o Verme. Ao soprá-la, ela traz alegria aos amigos em armas, medo aos inimigos e desperta os hobbits para expurgar o Condado dos rufiões de Saruman. As Duas Árvores de Valinor derivam das medievais Árvores do Sol e da Lua [en]. Essas árvores mágicas gotejam um maravilhoso bálsamo e têm o poder da fala. Elas dizem a Alexandre, o Grande que ele morrerá em Babilônia. Tolkien adaptou a história; suas árvores emitem luz, não bálsamo, e, em vez de profetizar a morte, suas próprias mortes encerram a era da imortalidade.

### Entrelace
O Senhor dos Anéis possui uma estrutura narrativa medieval complexa e incomum, conhecida como entrelace ou entrelacement [en], na qual múltiplos fios narrativos são mantidos lado a lado. Essa técnica era usada especialmente na literatura medieval francesa, como na Queste del Saint Graal do século XIII, e na literatura inglesa, como em Beowulf e A Rainha das Fadas. Tolkien utiliza esse arcabouço de estilo medieval para alcançar diversos efeitos literários, incluindo manter o suspense, deixar o leitor incerto sobre o que acontecerá e até mesmo sobre o que está acontecendo com outros personagens ao mesmo tempo na história, criando surpresa e uma sensação contínua de perplexidade e desorientação. Mais sutilmente, o salto temporal entre os diferentes fios narrativos permite a Tolkien estabelecer conexões ocultas que só podem ser compreendidas retrospectivamente, quando o leitor percebe que certos eventos ocorreram simultaneamente, e essas conexões sugerem um confronto entre forças do bem e do mal.

### Romance heroico

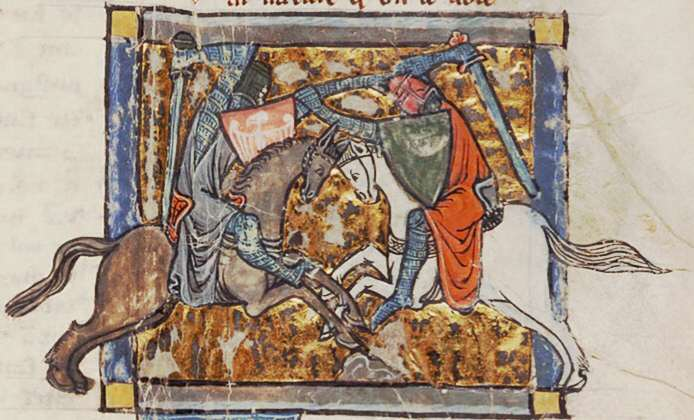
O Senhor dos Anéis utiliza muitos temas do romance medieval (ilustrado por Ivain, o Cavaleiro do Leão), como heroísmo e entrelace.

Tolkien descreveu O Senhor dos Anéis não como um romance, mas como um romance heroico, o que significa que ele incorporava conceitos medievais pouco familiares ou fora de moda no século XX, como o  herói, a jornada e o entrelace. Um romance tradicional, segundo o crítico Northrop Frye, possui seis fases: o nascimento estranho do herói – os pais de Frodo morrem afogados; sua juventude inocente – no interior do Condado para Frodo, em Valfenda para Aragorn; a jornada – para Frodo, destruir o Anel, para Aragorn, recuperar seu reino; o confronto com o mal, como em Minas Tirith e na Batalha dos Campos de Pelennor; na restauração da felicidade, casamento e fertilidade – Aragorn casa-se com Arwen,  Faramir casa-se com Éowyn, Sam casa-se com Rosie [en]; e, finalmente, a fase contemplativa ou penseroso, quando os personagens partem ou se estabelecem – Frodo embarca para o Oeste, Sam torna-se prefeito e tem muitos filhos, Aragorn governa Gondor e Arnor como rei.
Elena Capra observa que Tolkien utilizou o poema medieval Sir Orfeo tanto para o reino élfico de O Hobbit quanto para sua história em O Silmarillion de Beren e Lúthien [en]. Isso, por sua vez, influenciou seu Conto de Aragorn e Arwen. Na visão de Capra, o ingrediente-chave de Sir Orfeo era a conexão política "entre a recuperação do amado do personagem principal e o retorno à responsabilidade real". Sir Orfeo é, por sua vez, uma reelaboração da lenda clássica de Orfeu e Eurídice.

### Exílio
Yvette Kisor observa que Tolkien fez uso repetido do tema do exílio em inglês antigo, presente em poemas como O Andarilho [en], Gênesis [en] e Beowulf. Ela cita como exemplos Aragorn, rei legítimo de Gondor e Arnor, vivendo na selva; Frodo, que exclama "Mas isso significaria exílio, uma fuga do perigo para o perigo, arrastando-o atrás de mim"; os Númenorianos, sobreviventes da destruição de sua terra semelhante a Atlântida, vivendo na Terra Média; e os Elfos Noldor, vivendo além-mar de Valinor. Ela nota que Tolkien nunca descreve o monstro Gollum como um exilado, mas observa que ele atende às quatro características de um exilado em inglês antigo definidas por Stanley Greenfield [en]. Entre os numerosos paralelos, Kisor destaca que "wretch" (miserável), usado repetidamente por Gandalf, Frodo e Sam para descrever Gollum, vem diretamente do inglês antigo wreċċa, que significa "exilado"; a poesia em inglês antigo frequentemente usa wineléas wreċċa, "exilado sem amigos".
| Características Stanley Greenfield | Gollum O Senhor dos Anéis                                                                                               |
| ---------------------------------- | --- |
| Status do exilado                  | Gandalf diz: "Ele é muito velho e muito miserável."                                                                     |
| Estado de espírito do exilado      | Gollum diz: "Pobre Sméagol faminto."                                                                                    |
| Jornada do exilado                 | Gandalf diz: "Ele vagou em solidão, chorando um pouco pela dureza do mundo."                                            |
| Expressão de privação do exilado   | Gollum diz: "Pobre, pobre Sméagol, ele foi embora há muito tempo. Eles tomaram seu Precioso, e agora ele está perdido." |

### J. R. R. Tolkien
1. ↑  (Carpenter 1981, carta #131 para Milton Waldman, final de 1951).
2. ↑  (Tolkien 1955), livro 5, capítulo 6, "A Batalha dos Campos de Pelennor".
3. ↑  (Carpenter 1981, carta #211).
4. ↑  (Carpenter 1981, carta #163 para W. H. Auden, 7 de junho de 1955)
5. ↑  (Tolkien 1997, pp. 5–48).